# 李养民
李养民（1963年8月—），陕西户县人，男，汉族，中华人民共和国政治人物。1985年毕业于中国民航大学仪电系飞机仪表维修专业，1987年12月加入中国共产党。曾任中国东方航空集团有限公司副董事长、总经理、党委副书记。第十四届全国政协委员。

## 生平
1985年7月从中国民航学院航空仪电系飞机仪表专业毕业后进入中国民航西安管理局飞机维修厂车间工作，历任车间副主任、技术室主任、车间支部书记等，其间民航西安管理局运营部门1989年分离为中国西北航空。1996年10月，李养民任西北航空公司飞机维修基地副总经理兼航线部经理，2002年西北航被东航兼并后转任东航西北公司飞机维修基地总经理。
2004年3月至2005年10月任中国东方航空西北公司副总经理、党委常委，2005年10月任东航股份副总经理。2008年4月，由于东航云南分公司“3.31集体返航事件”导致东航云南分公司总经理杨旭被停职，李养民代行云南分公司总经理职务，直至2008年7月赵晋豫接任云南分公司总经理。2010年7月至2012年12月兼任东航安全总监，2011年5月起任东航集团党组成员，2011年6月至2017年12月任东航党委书记，2016年8月起任东航集团党组副书记、副总经理。2017年12月起任东航党委副书记。2019年2月起任东航集团董事、总经理。
2022年7月22日，东航集团董事长刘绍勇退职（不退休），东航总经理李养民暂时全面主持东航工作，直至2023年10月王志清接任东航董事长一职。2024年9月，李养民不再担任东航集团总经理职务，由副总经理刘铁祥接任。